# راكيش فيجاي
راكيش فيجاي (بالإنجليزية: Rakesh Vijay)‏ هو رسام هندي، ولد في 22 مارس 1970 في أودايبور في الهند.